# Lower Kinnerton
Lower Kinnerton är en by i civil parish Dodleston, i distriktet Cheshire West and Chester, i Storbritannien. Den ligger i grevskapet Cheshire och riksdelen England, i den södra delen av landet, 260 km nordväst om huvudstaden London. Lower Kinnerton var en civil parish 1866–2015 när blev den en del av Dodleston. Civil parish hade 119 invånare år 2001.